# Caio Canínio Rébilo (cônsul em 37)
Caio Canínio Rébilo (em latim: Gaius Caninius Rebilus; m. 57) foi um político romano nomeado cônsul sufecto em 37 com Aulo Cecina Peto. Foi identificado pelos estudiosos, como William Smith, como sendo o Rébilo mencionado por Sêneca, uma pessoa de status consular de mau caráter que enviou como presente uma grande soma em dinheiro a Júlio Grecino, que se negou a aceitar ao saber de quem vinha o presente. Tácito informa que Rébilo se matou em 57, na época de Nero, cortando os pulsos já muito idoso e acrescenta que ninguém esperava que ele o fizesse por causa de sua índole.